# Richard Danielpour
Richard Danielpour (Nueva York, 28 de enero de 1956) es un compositor estadounidense.

## Biografía
Danielpour tiene antepasados persa-judíos. Estudió en el Oberlin College y el Conservatorio de Música de Nueva Inglaterra, y más adelante en la Escuela Juilliard, donde él recibió un DMA en composición en 1986. Sus principales profesores de composición en Juilliard fueron Vincent Persichetti y Peter Mennin. Danielpour actualmente enseña en la Escuela de Música de Manhattan (desde 1993) y en el Instituto de Música Curtis (desde 1997).
Siendo todavía estudiante, destacó como pianista y compositor. Su primer Concierto para piano (1981) se interpretó cuando todavía estudiaba en la Juilliard. Al principio, Danielpour adoptó métodos serialísticos, como se ve en sus obras de principios de los ochenta. Pero a finales de la década adoptó un estilo expresivo más amplio, como se ve en First Light ("Primera luz", 1988) y The Awakened Heart ("El corazón despertado", 1990). En los noventa asumió el compromiso sónico de armonía triádica y las innovaciones experimentales del siglo anterior, el sonido familiar de la orquesta tradicional así como la ubicuidad cultural del pop, el rock y el jazz. El Concierto para orquesta de 1996 ("Zoarastrian Riddles"), por ejemplo, oculta detrás de su ostensiblemente seria superficie alusiones musicales a Broadway, las películas y la televisión. 
En 2005 terminó su primera ópera, Margaret Garner, en colaboración con Toni Morrison.